# Tanganoides harveyi
Tanganoides harveyi är en spindelart som först beskrevs av Davies 2003.  Tanganoides harveyi ingår i släktet Tanganoides och familjen Amphinectidae.
Artens utbredningsområde är Victoria, Australien. Inga underarter finns listade i Catalogue of Life.